# ОФК Младост ДГ
„Младост ДГ“ (на черногорски: Омладински фудбалски клуб Младост ДГ) е черногорски футболен клуб от столицата Подгорица.
Тимът се състезава на най-високото ниво на черногорския клубен футбол – Черногорската първа лига. 

## История на клуба
Клубът е основан през 2019 година, в Доня Горица.

## Успехи
- Купа на Черна гора
  - 1/8 финалист (1): 2022/23
- Друга лига (2 ниво)
  -  Шампион (1): 2022/23
- Трета лига - Център (3 ниво)
  -  Шампион (2): 2019/20, 2020/21
- Централна регионална купа
  -  Носител (1): 2019/20